# Mária Rádió
A Mária Rádió egy katolikus beállítottságú szervezet kommunikációs eszköze. Ezt a rádiót Magyarországon nem a magyar katolikus egyház működteti, hanem egy alapítvány, mely egy világi magánszemély tulajdonában van. A tulajdonos szerint világi apostolkodás céljából működteti a rádiót. A rádió egy pap irányítása alatt van, aki felelős a műsorok tartalmáért. A rádió főképp önkéntes munkavállalókkal működik, akik jószolgálati tevékenységüket ingyen végzik.

## A Mária Rádió története
1983-ban az észak-olaszországi Erba városában létrejött egy egyházi rádió, amely a Szűzanya tiszteletére vette fel a „Radio Maria” nevet. Naponta szentmisét és teljes Rózsafüzért közvetített, és egyik célja a szenvedők témakörének a vitatása volt. Az adást sokak szerint az improvizáció és a technikai kezdetlegesség jellemezte. 
1987-ben létre jött a „Radio Maria” egyesület, melyben világi hívek és egyházi személyek önkéntes alapon dolgoztak együtt. Új programot dolgoztak ki, melyben az imádságot és a katolikus hit oktatását helyezték a középpontba. Három év alatt, Olaszország szerte elterjedt és ismertté vált a „Radio Maria”. Az olaszországi rádió kezdeményezésére 1998-ban megalakult a Mária Rádió Világhálózata, amelyet a rádió a szóhasználatában Világcsaládnak nevez, hogy a különböző országokban működő rádiók összehangoltan és egységesen tudjanak tevékenykedni. Ma már szinte minden kontinensen megtalálható a Mária Rádió, összesen 48 országban.

## A Mária Rádió világszerte
- Afrika: Burkina Faso, Burundi, Elefántcsontpart, Gabon, Kamerun, Kenya, Kongói Demokratikus Köztársaság, Kongói Köztársaság, Malawi, Mozambik, Ruanda, Sierra Leone, Tanzánia, Togo, Uganda, Zambia
- Ázsia: India, Indonézia, Fülöp-szigetek
- Európa: Albánia, Ausztria, Belgium, Bosznia-Hercegovina, Hollandia, Horvátország, Franciaország, Litvánia, Magyarország, Málta, Németország, Olaszország, Olaszország (Dél-Tirol-német nyelvű), Oroszország, Románia, Románia (Nagyvárad–magyar nyelvű), Szerbia, Szerbia (Szabadka–magyar nyelvű), Spanyolország, Svájc
- Közel-Kelet: Libanon
- Óceánia: Pápua Új-Guinea
- Észak-Amerika: Kanada (angol nyelvű), Kanada (olasz nyelvű), Mexikó, USA, USA (Houston–spanyol nyelvű), USA (New York–olasz nyelvű), USA (New York–spanyol nyelvű)
- Közép-Amerika: Costa Rica, Dominikai Köztársaság, Salvador, Guatemala, Nicaragua, Panama, Puerto Rico
- Dél-Amerika: Argentína, Bolívia, Brazília, Chile, Kolumbia, Ecuador, Paraguay, Peru, Uruguay, Venezuela

## A Mária Rádió magyar nyelven
A Mária Rádió magyar nyelvű rádiói a következőek:
- Magyarországi Mária Rádió
- Erdélyi Mária Rádió
- Délvidéki Mária Rádió

Kronológia
2004 Újvidéken és Szabadkán napi 12 órás magyar nyelvű műsort ad az újvidéki Mária Rádió;
2006. január: Évtizedes előkészítés után, a Világhálózat 46. tagjaként, elindul a Magyar Mária Rádió Budapesten és környékén a Sas-hegyről sugárzott 94,2 FM sávon;
Március: Nagyváradról napi 12 órában az erdélyi Mária Rádió magyar nyelvű adást kezd sugározni;
Május: A magyarországi Mária Rádió újabb frekvenciákon kezdi meg sugárzását Komáromban (FM 88,3), Vácott (FM 94,1), Pécelen (FM 91,7), Monoron (FM 106,3), Gyálon (FM 98,9) és Dömösön (FM 104,9) Ezzel az ország lakosságának negyedét fedi le a rádió;
Június: Megkezdődik a műsorok kölcsönös átvétele műholdon keresztül Újvidék, Nagyvárad és Budapest között;
2008: A magyarországi Mária Rádió újabb frekvenciákon kezdi meg sugárzását Dabas (FM 97,5), Esztergom (FM 97,4), Kiskőrös (FM 91,7; napi 20 órában), Komló (FM 91,4), Pécs (FM 94,6; napi 20 órában), Piliscsaba (FM 104,2).;
2009: A magyarországi Mária Rádió újabb frekvenciákon kezdi meg sugárzását Kiskunmajsa (FM 88.2; napi 20 órában), Dabasi kábeltévé-hálózat (FM 100.4; csak kábelen), Telkibánya (FM 100.6; napi 20 órában);
A jövőben a Mária Rádió célja a Kárpát-medence teljes lefedettsége. Előkészületben van a Felvidéki és Kárpátaljai magyar Mária Rádió.
2015-ben a Trend FM elnyerte tőle a budapesti 94.2-es frekvenciát és egészen 2016. július 1-éig ideiglenesen a 96.8-on sugárzott kisebb vételkörzetben, amikor elnyerte a Rádió C által használt 88.8-as frekvenciát.